# Mizunami
Mizunami (瑞浪市, Mizunami-shi) est une municipalité ayant le statut de ville dans la préfecture de Gifu, au Japon. La ville a reçu ce statut le 1er avril 1954.

## Géographie

### Situation
Mizunami est située dans le sud-est de la préfecture de Gifu.

### Démographie
En février 2022, la ville de Mizunami avait une population estimée de 36 447 habitants, répartis sur une superficie totale de 174,86 km2.

### Hydrographie
Mizunami est traversée par le fleuve Shōnai (sous le nom de fleuve Toki). Le fleuve Kiso borde la ville au nord.

## Histoire
- 1er avril 1951 : les bourgs de Mizunami et de Toki fusionnent pour former le bourg de Mizunamitoki.
- 1er avril 1954 : les municipalités de Mizunamitoki, Inazu, Kamado, Oaki, Hiyoshi et des sections d'Akise (Togari, Yamanouchi, Tsukiyoshi) (appartenant toutes au district de Toki) fusionnent avec le bourg de Toge du district d'Ena pour former la ville de Mizunami. Les sections restantes d'Akise forment le bourg d'Izumi qui fusionnera avec d'autres municipalités le 1er février 1955 pour former la ville de Toki.

## Culture locale et patrimoine
Mizunami est un lieu de fabrication de la céramique de Mino.

## Transports
La ville est desservie par la ligne Chūō de la JR Central aux gares de Kamado et Mizunami.

## Jumelage
Mizunami est jumelée avec :
- Liling (Chine),
- Selb (Allemagne).